# Антиповка (Черкасская область)
Анти́повка (укр. Антипівка)  — село в Золотоношском районе Черкасской области Украины. Село расположено на реке Золотоношке за 10 км от районного центра и 12 км от железнодорожной станции Золотоноша.
Село Антиповка — административный центр Антиповского сельского совета.

## История
Антиповка возникла в 20-х годах 17 века. Первое упоминание приходится на 1631 год. Тогда крестьяне платили подымное шляхтичу Богузвалому Олексичу (тарифов).
С 1779 года имеет церковь
Казачество Антиповки принадлежало Золотоношской сотни. В 1787 году здесь проживало 94 человека — казначей и собственнические полкового судьи Василия и прапорщика Петра Леонтовича и отставного подпоручика Ст. Стеблинского.
Село есть на карте 1826-1840 годов.
В 1874 году в селе открыли земскую школу.
Перед Первой мировой войной население составляло 1092 человека на 217 хозяйств, насчитывалось 42 молотилки, 8 ветряков и маслобойня.
4 апреля 1917 года общее собрание крестьянства Антиповки выступило против империалистической войны.
В 1929 году образован ТСОЗ, в 1930-м колхоз «Путь к коммунизму».
В 30-х годах, во время сталинских репрессий расстреляно и сослано 21 антиповчина.
236 антиповцев участвовали в Великой Отечественной войне, из них 100 награждены боевыми орденами и медалями, 99 погибли. В их честь сооружены обелиск Славы, поставлен памятник погибшему воину.
В начале 1970-х годов в Антиповке работала восьмилетняя школа, где обучалось около 150-ти учащихся, клуб на 200 мест, библиотека с книжным фондом 10 000 экземпляров, фельдшерско-акушерский пункт с родильным отделением, детские ясли, отделение связи, стационарная киноустановка, сберегательная касса, три магазина. На территории села размещалась центральная усадьба совхоза «Золотоношский», по которому было закреплено 2 000 га земли, в том числе 1,7 га пахотной. Совхоз выращивал зерновые культуры, занимался животноводством, также имел мельницу и лесопилку.
В июле 1995 года Кабинет министров Украины утвердил решение о приватизации находившегося здесь совхоза.